# 中山義隆
中山 義隆（なかやま よしたか、1967年〈昭和42年〉6月26日 - ）は、日本の政治家。沖縄県石垣市長（5期目）。元石垣市議会議員（1期）。また、県内9市の保守系市長で構成された市長連合「チーム沖縄」のメンバーである。

## 来歴
沖縄石垣市登野城生まれ。沖縄県立八重山高等学校、近畿大学商経学部経営学科卒業。大学卒業後、野村證券に入社。1996年まで勤務した。
2004年、社団法人八重山青年会議所理事長に就任。2006年より日本青年会議所沖縄地区会長。同年9月、石垣市議会議員選挙に出馬し、初当選した。2009年11月、石垣市議を辞職。
2018年9月に行われた沖縄県知事選挙では、佐喜眞淳（自由民主党・公明党・日本維新の会・希望の党推薦）の石垣市における選対本部長を務めた。

### 2010年石垣市長選挙
2010年2月28日執行。自由民主党、公明党の推薦を受け、無所属で石垣市長選挙に出馬。16,421票を獲得し、社民党、日本共産党、民主党、沖縄社会大衆党が推薦し、5期目の当選を目指した大濵長照を破り、初当選。
※当日有権者数：36,281人 最終投票率：77.42%（前回比：+11.54pts）
| 候補者名 | 年齢 | 所属党派 | 新旧別 | 得票数   | 得票率 | 推薦・支持                                         |
| -------- | ---- | -------- | ------ | -------- | ------ | -------------------------------------------------- |
| 中山義隆 | 42   | 無所属   | 新     | 16,421票 | 59.01% | （推薦）自由民主党・公明党                         |
| 大濱長照 | 62   | 無所属   | 現     | 11,407票 | 40.99% | （推薦）民主党、社民党、日本共産党、沖縄社会大衆党 |

### 2014年石垣市長選挙
2014年3月2日執行。自由民主党、公明党の推薦を受け、任期満了に伴う石垣市長選挙に再出馬。15,903票を獲得し、返り咲きを目指した大濵を破り、再選。
※当日有権者数：37,253人 最終投票率：75.19%（前回比：-2.23pts）
| 候補者名 | 年齢 | 所属党派 | 新旧別 | 得票数   | 得票率 | 推薦・支持                 |
| -------- | ---- | -------- | ------ | -------- | ------ | -------------------------- |
| 中山義隆 | 46   | 無所属   | 現     | 15,903票 | 57.24% | （推薦）自由民主党・公明党 |
| 大濱長照 | 66   | 無所属   | 元     | 11,881票 | 42.76% |                            |

### 2018年石垣市長選挙
2018年3月11日執行。自由民主党、公明党、日本維新の会、幸福実現党の推薦を受け、任期満了に伴う石垣市長選挙に再出馬。13,822票を獲得し、民進党、共産党、自由党、社民党の推薦を受け翁長雄志知事が支える前市議・宮良操と元自民党の保守派新人の元県議、砂川利勝ら新人2人を破り、3選を果たした。
※当日有権者数：38,640人 最終投票率：73.55%（前回比：-1.64pts）
| 候補者名 | 年齢 | 所属党派 | 新旧別 | 得票数   | 得票率 | 推薦・支持                                                     |
| -------- | ---- | -------- | ------ | -------- | ------ | -------------------------------------------------------------- |
| 中山義隆 | 50   | 無所属   | 現     | 13,822票 | 48.98% | （推薦）自由民主党・公明党・日本維新の会・幸福実現党           |
| 宮良操   | 61   | 無所属   | 新     | 9,526票  | 33.76% | （推薦）民進党、日本共産党、自由党、社会民主党、沖縄社会大衆党 |
| 砂川利勝 | 54   | 無所属   | 新     | 4,872票  | 17.26% |                                                                |

### 2022年石垣市長選挙
2022年2月27日執行。自由民主党、公明党の推薦を受け、任期満了に伴う石垣市長選挙に再出馬。2022年度末に完成する予定の陸上自衛隊駐屯地が争点の1つとなり、相手候補の砥板芳行が計画の賛否を問う住民投票を実施する考えを示したのに対し、中山は「国の安全保障に関わることで馴染まない」と反対する構えを示した。執行当日、中山は14,761票を獲得し、オール沖縄が支援する前石垣市議会議員の砥板芳行を破り、4選を果たした。
※当日有権者数：38,846人人 最終投票率：70.54%（前回比： 3.01pts）
| 候補者名 | 年齢 | 所属党派 | 新旧別 | 得票数   | 得票率 | 推薦・支持         |
| -------- | ---- | -------- | ------ | -------- | ------ | ------------------ |
| 中山義隆 | 54   | 無所属   | 現     | 14,761票 | 54.53% | 自由民主党、公明党 |
| 砥板芳行 | 52   | 無所属   | 新     | 12,307票 | 45.47% |                    |

### 不信任決議可決・2025年石垣市長選挙
2025年6月18日、石垣市議会が中山に対する不信任決議案を賛成19、反対3の賛成多数で可決した。議会に市が提出した国民健康保険事業の特別会計補正予算での専決処分の日付や議会への説明などに虚偽があり、「公文書の改ざんだ」「市民や議会との信頼関係が崩れている」などと反発の声が上がっていた。議会の解散は「筋が通らない」として、同月29日に自動失職した。7月16日、自由民主党石垣支部の候補者選考委員会が会合を開き、満場一致で中山を候補者に決定した。同月24日、市内で会見し、立候補を正式に表明した。
8月10日告示・17日投開票の市長選で前回選に続き立候補した砥板を破り石垣市長としては最多となる5期目の当選を果たした。
※当日有権者数：38,620人 最終投票率：63.00%（前回比： 7.54pts）
| 候補者名 | 年齢 | 所属党派 | 新旧別 | 得票数   | 得票率 | 推薦・支持                 |
| -------- | ---- | -------- | ------ | -------- | ------ | -------------------------- |
| 中山義隆 | 58   | 無所属   | 前     | 12,923票 | 53.74% | （推薦）自由民主党・公明党 |
| 砥板芳行 | 55   | 無所属   | 新     | 11,124票 | 46.26% |                            |

## 人物

### 施政方針演説の剽窃疑惑
2010年4月9日に石垣市議会で初めて行った施政方針演説の内容が、神奈川県小田原市長の加藤憲一の所信表明などと酷似していることが指摘された。構成が同じで、また内容が一字一句変わらない文言も複数確認されている。中山は、施政方針演説の文案は政策チームが作ったもので、同様の文があることは知らなかったとしながらも、責任は自分にあるとし、市民や加藤に謝罪。しかし、中山は施政方針演説について「自分で全文を書き上げた」、「中山カラー100%」と発言していた。

### 尖閣諸島への上陸を申請
2011年6月10日、固定資産税の調査のため尖閣諸島への上陸を政府に申請。また、尖閣諸島戦時遭難事件の慰霊祭も上陸の目的の一つに挙げた。外務大臣の前原誠司（民主党）は否定的な見解を示し、申請は受け入れられなかった。2017年12月11日の市議会で、尖閣諸島の住所に「尖閣」の文字を入れる議案の提出を先送りした。

### 台湾出張時の半裸女性との写真拡散
2016年9月、台湾の飲食店で上半身裸の女性が中山に乗っかっている写真が印刷された文書約140通が配布された。写真はネットで広く拡散された。9月12日、中山は記者会見を開き、「市長としての視察ではない。文書は事実無根」と述べ、那覇地検石垣支部に名誉毀損で告訴状を提出したことを発表した。写真は市長就任前の市議時代のもので、石垣JCの交流事業で台湾を訪問した際の地元JCの接待で「参加した懇親会の２次会の場。一個人として私費で参加した」と説明。上半身裸の女性に抱きつかれている写真に関しては、撮影場所は「風俗店ではなく、カラオケ付きの一般的な飲食店」と事実関係を説明した。
2017年9月21日、ゴルフ場建設計画にかかわる市有地の貸し付けなどを求め、写真を使って中山を脅迫したとして、職務強要の疑いで今村重治市議と伊良皆高信市議を含む男4人が逮捕された。2018年11月28日、那覇地方裁判所は4人全員に執行猶予付きの有罪判決を言い渡した。

### 出張過多にまつわる疑惑
2017年10月5日、市長の出張過多と出張資料の不備疑惑に地元の男性が開示請求を行なった。ところが開示されたのは平成28年度の資料のみで、しかもほとんどが黒塗りであり、種々の疑惑が取りざたされた。

### 石垣島への自衛隊配備
2018年7月18日、「石垣島への部隊配備の必要性を理解した上でそれを了解し、市として協力体制を構築する」と、自衛隊配備を事実上受け入れることを突如表明した。3月の市長選では、自らは陸自配備問題には一切触れず、当選後に唐突に受け入れ表明するやり方は姑息である、アセス逃れだと批判が寄せられた。また石垣市公有財産検討委員会が市有地売却の審議に関する議事録も作成しないことが問題となった。
2020年3月2日、陸上自衛隊配備計画にかかる市有地22.4ヘクタールのうち13.6ヘクタールを沖縄防衛局に売り払う議案を３月定例会に提出し、石垣市議会が可決した。

### 自粛要請期間中に宮古島市のキャバクラで会食
石垣市内での新型コロナウイルス感染者数の高止まりを受け、2021年1月6日の記者会見で「明日1月7日から1月20日までの2週間は、不要不急の外出を控えていただき、マスクの着用、手洗い、うがい、手指の消毒を徹底してください」と述べ、島外での飲食などへの注意も促した。1月12日には沖縄県立八重山病院の病床逼迫を受け、「状況としては『医療崩壊危機宣言』だ」と強い危機感を示し、不要不急の外出自粛を1月末まで延長した。
その後中山は、1月17日投開票の宮古島市長選に立候補した下地敏彦市長を応援するため、1月15日から17日まで宮古島に滞在。15日と16日の両日、選対関係者らと居酒屋やキャバクラなど5軒で会食した。1月27日、宮古島市は新型コロナウイルスの爆発的な感染により、公園や図書館など公共施設を閉鎖したほか、市民の外出、島外への移動、観光客らの来県の自粛を要請。沖縄県立宮古病院はコロナ対応に集中するため、一般外来を中止。事実上、ロックダウンに近い状況となった。
宮古島での接待付き飲食が発覚したのは2月1日。中山は報道番組記者から「会食したのはキャバクラではないか」と指摘されると「スナックだ。キャバクラではない」と否定し、「僕の基本的なキャバクラの認識は、女の子がミニスカートで隣に座ってもも触ったり、肩を抱いたりするようなお店。そういう店ではない」と釈明した。新聞の取材に対しては「県の緊急事態宣言前のことだから問題はない」と述べつつ、「誤解を与えるような行動になったことへの批判は真摯に受け止める」と陳謝した。

## 著書

### 単著
- 中山義隆『中国が耳をふさぐ尖閣諸島の不都合な真実 ~石垣市長が綴る日本外交の在るべき姿~』ワニブックス、2012年12月21日。ISBN 978-4847065378。

## 選挙歴
| 当落 | 選挙                     | 執行日        | 年齢 | 選挙区 | 政党   | 得票数    | 得票率 | 定数 | 得票順位 /候補者数 | 政党内比例順位 /政党当選者数 |
| ---- | ------------------------ | ------------- | ---- | ------ | ------ | --------- | ------ | ---- | ------------------ | ---------------------------- |
| 当   | 2006年石垣市議会議員選挙 | 2009年9月10日 | 39   | ーー   | 無所属 | 1237票    | ーー   | 22   | 5/27               | /                            |
| 当   | 2010年石垣市長選挙       | 2010年2月28日 | 42   | ーー   | 無所属 | 1万6421票 | 59.01% | 1    | 1/2                | /                            |
| 当   | 2014年石垣市長選挙       | 2014年3月2日  | 46   | ーー   | 無所属 | 1万5903票 | 57.24% | 1    | 1/2                | /                            |
| 当   | 2018年石垣市長選挙       | 2018年3月11日 | 50   | ーー   | 無所属 | 1万3822票 | 48.98% | 1    | 1/3                | /                            |
| 当   | 2022年石垣市長選挙       | 2022年2月27日 | 54   | ーー   | 無所属 | 1万4761票 | 54.53% | 1    | 1/2                | /                            |
| 当   | 2025年石垣市長選挙       | 2025年8月17日 | 58   | ーー   | 無所属 | 1万2923票 | 53.74% | 1    | 1/2                | /                            |